# Йоонас Мюуря
Йоонас Мюуря (фін. Joonas Myyrä, 13 липня 1892 — 22 грудня 1955) — фінський легкоатлет, олімпійський чемпіон.
Йоонас Мюуря народився в 1892 році в Савітайпале (Велике князівство Фінляндське). У 1912 році він взяв участь в Олімпійських іграх в Стокгольмі, але там став лише восьмим в метанні списа. У 1920 році на Олімпійських іграх в Антверпені він, незважаючи на завдану іншим учасником випадкове поранення, завоював золоту медаль в метанні списа; також він взяв участь в змаганнях з метання диска і легкоатлетичному п'ятиборстві, але в них не зміг домогтися медалей. У 1924 році на Олімпійських іграх в Парижі він знову завоював золоту медаль в метанні списа.
Згодом Йоонас Мюуря емігрував в США, і більше не повертався на батьківщину.